# 皱果风毛菊
皱果风毛菊（学名：Saussurea rhytidocarpa）为菊科风毛菊属的植物，是中国的特有植物。分布在中国大陆的四川等地，生长于海拔3,700米至3,900米的地区，多生于高山栎林下，目前尚未由人工引种栽培。